# Lydia Rotich
Pour les articles homonymes, voir Rotich.
Lydia Jebet Rotich (née le 8 août 1988 dans le district de Keiyo) est une athlète kényane spécialiste du 3 000 mètres steeple.
Elle améliore son record personnel sur la distance en 2009 lors du meeting d'Athènes en signant le temps de 9 min 26 s 51, avant de se classer cinquième de la Finale mondiale de l'IAAF disputée en fin de saison à Thessalonique. En 2010, la Kényane se distingue lors des deux premiers meetings de la Ligue de diamant, se classant successivement troisième à Shangai puis à Oslo. Elle établit un nouveau record personnel sur le steeple lors de cette dernière course en réalisant 9 min 18 s 03.

## Palmarès
| Date | Compétition           | Lieu           | Place | Temps         |
| ---- | --------------------- | -------------- | ----- | ------------- |
| 2009 | Finale mondiale       | Thessalonique  | 5e    | 9 min 26 s 94 |
| 2011 | Championnats du monde | Daegu          | 4e    | 9 min 25 s 74 |
| 2016 | Jeux olympiques       | Rio de Janeiro | 13e   | 9 min 29 s 90 |

### Records
| Épreuve         | Performance   | Lieu | Date        |
| --------------- | ------------- | ---- | ----------- |
| 3 000 m steeple | 9 min 18 s 03 | Oslo | 4 juin 2010 |